# (12512) Split
(12512) Split ist ein Asteroid des Hauptgürtels, der am 21. April 1998 von den kroatischen Astronomen Korado Korlević und Marino Dusić am Observatorium Višnjan (IAU-Code 120) in Kroatien entdeckt wurde.
Benannt wurde der Asteroid am 7. Juni 2009 nach der dalmatischen Hafenstadt Split, deren Innenstadt mitsamt dem Diokletianspalast 1979 von der UNESCO zum Weltkulturerbe erklärt wurde.
(12512) Split gehört zur Levin-Familie, einer Gruppe von Asteroiden, die nach (2076) Levin benannt ist.